# 矢吹怜子
矢吹 怜子（やぶき れいこ、1980年4月12日 - ）は、日本のAV女優（ティーパワーズ所属）。
東京都出身。血液型:A型。身長:153cm。スリーサイズ:B88cm(E)・W57cm・H85cm。
趣味・特技:音楽鑑賞、犬と遊ぶこと

## 略歴・人物
2006年にAVデビュー。
2009年出産を期に引退するが、妊婦・母乳専門風俗に活躍の場を移す。

## 出演作品

### アダルトビデオ
2006年
- 人妻解放区 乳牛人妻楽園遊戯 #047 矢吹怜子 27才（12月12日、GUTS）
- 巨乳 奥サマ中出し初撮影 1（12月15日、ナデシコWORKS）
- 潮吹きっぱなし! 連続潮吹き絶頂ドキュメント! 最終絶頂計画（12月18日、エイチエス映像）

2007年
- レ・ズ・ビアン vol.24（3月16日、U&K）共演:瀬咲るな
- 素人モデルエロエロオーディション 2（3月25日、シャッフル）他出演:華咲唯、愛音ゆう、君嶋紘子 ほか
- 集団エロGALサークル（5月11日、メディアバンク）共演:愛音ゆう、川野愛、加々美由貴、佐伯由美
- 男子禁制 ヌルヌル 潤猥遊び（6月15日、U&K）共演:瀬咲るな 他出演:さくらりこ、浅越まお
- 集団高級ソープ6輪車 DX（6月15日、メディアバンク）共演:松藤美貴、加々美由貴、佐伯由美 ほか
- 集団ビキニTバック中出し痴女（7月13日、メディアバンク）共演:佐々木しのぶ、相楽杏、愛音ゆう ほか
- 飲酒運転をしちゃった超カワギャルを偽装検問で捕まえてヤる（8月7日、カッコイイ!）他出演:竹下あや、安堂結衣、桜沢まひる、桜庭彩、大久保伶、卯月杏、楓はるか ほか
- パイパン娘30人 パイパン大運動会（12月13日、カルマ）他29名共演

2008年
- カワイイ子だけに中出ししちゃいました。4時間 2（3月14日、TMA）他出演:宝月ひかる、一色あずさ、中川瞳、大城舞衣子、水原みなみ、友恵ゆい、佐々木渚紗、結城鈴、池内あこ
- 昼下がりの妻　凌辱濃厚中出し 12（6月17日、）
- 本物自宅出張SM 2 ひとり住まいの女の子の部屋に無断で三角木馬や浣腸器を持ち込んでSM調教する!!!（12月7日、アタッカーズ）他出演:清原りょう、青山亜里沙、菅野すみれ、美瀬純 ほか